# Guitar Player
Guitar Player è una popolare rivista statunitense per appassionati della chitarra, fondata nel 1967 a San Jose, in California. Contiene articoli, interviste, recensioni e lezioni di una variegata collezione di artisti, generi e prodotti. La rivista è diretta da Christopher Scapelliti.

## Contenuti
Un numero standard include approfondimenti sull'artista, lezioni dettagliate, recensioni musicali e sulla strumentazione, lettere dei lettori, e varie.

## Guitar Player TV
Nel maggio 2006, Music Player Network si è associata con TrueFire TV per il lancio di un canale televisivo online per chitarristi, ora chiuso. Proponeva contenuti simili a quelli pubblicati sulla rivista ed era gratuita e si sosteneva dalla pubblicità e da sponsor.

## Guitar Superstar
La rivista lancia annualmente una competizione ora chiamata Guitar Superstar, inizialmente nata come "Guitar Hero Competition".